# Juan Francisco Viveros
Juan Francisco Viveros Opazo (Concepción, Chile, 11 de agosto de 1980) es un exfutbolista chileno, jugador delantero relevante en la selección chilena que participó en la Copa Mundial de Fútbol Sub-17 de 1997. Tuvo una destacada participación en los clubes nacionales Huachipato, Santiago Wanderers, Universidad de Concepción, Ñublense y Lota Schwager. Además tuvo la oportunidad de lucir su juego en el fútbol europeo, defendiendo al Sporting de Lisboa y el Uñiao Leira en Portugal.
Se desempeña como director deportivo para el primer equipo hasta las divisiones inferiores de Deportes Concepción.

## Carrera
Inicios: es oriundo de Concepción, formado en las divisiones inferiores de Huachipato, debutó profesionalmente en el año 1997 en ese mismo club, fue galardonado como el mejor jugador del sudamericano de ese año, lo que llama la atención de diversos clubes. Inmediatamente finalizado dicho torneo, el Sporting de Lisboa logra un acuerdo con el club formador, y esta joven figura, entonces de 17 años, se marcha lleno de ilusión a intentar ganarse un puesto en Europa. 
Al poco tiempo de aterrizar en Portugal, y a pesar de dejar buenas impresiones en los entrenamientos, fue enviado a préstamo al Lourinhanense, en donde algo de su talento logra demostrar.
Es llamado de vuelta al Sporting, intentando ganarse un puesto en el equipo juvenil, a pesar de sus esfuerzos, no logra afirmarse en el equipo, jugando solamente 3 partidos; de todos modos logra ser campeón de la Primera División y la Supercopa de Portugal.
En el año 2000, se le informa que no seguirá en el club, debido a problemas de comportamiento según su entrenador, es enviado a préstamo al Alverca equipo en ese entonces de la Primera división donde tuvo un paso intrascendente jugando poco y nada. 
Viendo que sus esfuerzos resultaban vanos, retorna a jugar a Chile, donde el equipo que lo vio nacer futbolísticamente, Huachipato lo recibe en el año 2001, donde anduvo bien logrando 4 goles en su primer semestre. Al año siguiente fue suplente, debido a los buenos delanteros que había en el equipo, era una alternativa recurrente, a pesar de no convertir; logra buenas actuaciones las que le dan una nueva oportunidad en Europa.
Luego de dos temporadas, vuelve a emigrar a Portugal, esta vez al União Leiria en el 2003 donde tuvo una estadía  muy corta, teniendo una escasa participación en el equipo; a mitad de año se marcha del equipo al tener pocas opciones de jugar al no tener pasaporte comunitario.
Vuelta a Chile
Después de estar 6 meses sin club, Refuerza a Santiago Wanderers a principio de temporada, en lo que fue su retorno definitivo al país tras intentar hacer carrera en Portugal, aunque llegó como delantero, su visión de juego y aceptable técnica fueron herramientas útiles para el entrenador Yuri Fernández, quien lo retrasó en la cancha, ganándose el apodo de "El Táctico" de parte de los periodistas de Valparaíso, por ser polifuncional en su juego;  su contrato fue rescindido  producto de las dificultades económicas del equipo del puerto.
Después, regresa a su Octava Región natal, pero a la Universidad de Concepción, equipo en el cual no logra ser un aporte, jugando harto pero siendo muy poco efectivo frente al arco rival.
Para la temporada 2007 emigra a otro cuadro de la región, uno que venía retornando a primera después de mucho tiempo: Ñublense en el comienzo tuvo un paso irregular convirtiendo pocos goles, la temporada siguiente tuvo una fallida incorporación a Deportes Antofagasta, pero finalmente se mantiene  en Chillán, siendo suplente pero ingresando como cambio; es muy recordado por marcar  el 3-2 con que  vencieron  a Audax Italiano, clasificando por primera y única vez a un torneo internacional; la Copa Sudamericana, en el cual cayeron con los peruanos de Sport Ancash.
En 2010 se convierte en jugador de Lota Schwager para disputar la Primera B en donde logra anotar 8 goles, al año siguiente se mantiene en el club pero no logra mantener su rendimiento ni su efectividad, al término del campeonato se retira del fútbol.
Actualmente radicado en la ciudad de Chillán se dedica profesionalmente a la formación de los futuros futbolistas que participan en la escuela de fútbol que lidera. Fue designado Jefe de la Sede Chillán del Mundial Sub-17 de 2015. Realizó el curso de entrenador de fútbol, recibiendo su título de entrenador.

## Selección nacional
Tuvo una destacada participación con la Selección de fútbol sub-17 de Chile durante el Campeonato Sudamericano Sub-17 de 1997, torneo al cual llegó como reserva de Iván Álvarez y Jorge Guzmán, no jugó los dos primeros partidos, sin embargo, entró en el partido con Bolivia en el que hizo 3 goles y en el último partido le hizo un gol a Paraguay; fue uno de los goleadores del Sudamericano junto a Milovan Mirosevic y Ronaldinho con 4 tantos; además fue galardonado como el mejor jugador del sudamericano. Finalmente logran clasificar al Copa Mundial de Fútbol Sub-17 de 1997,en el cual no logran clasificar a segunda fase, a pesar de aquello le hizo dos goles a Tailandia en la goleada 6 a 2.

## Clubes
| Club                      | País     | Año       |
| ------------------------- | -------- | --------- |
| Huachipato                | Chile    | 1997      |
| Lourinhanense             | Portugal | 1997-1999 |
| Sporting Lisboa           | Portugal | 1999-2000 |
| Alverca                   | Portugal | 2000-2001 |
| Huachipato                | Chile    | 2001-2002 |
| União Leiria              | Portugal | 2003      |
| Santiago Wanderers        | Chile    | 2004-2005 |
| Universidad de Concepción | Chile    | 2006      |
| Ñublense                  | Chile    | 2007-2009 |
| Lota Schwager             | Chile    | 2010-2011 |

## Palmarés

### Campeonatos nacionales
| Título                       | Club            | País     | Año     |
| ---------------------------- | --------------- | -------- | ------- |
| Primera División de Portugal | Sporting Lisboa | Portugal | 1999-00 |
| Supercopa de Portugal        | Sporting Lisboa | Portugal | 2000    |

### Distinciones individuales
| Distinción                                         | Año  |
| -------------------------------------------------- | ---- |
| Goleador del Campeonato Sudamericano Sub-17        | 1997 |
| Mejor Delantero del Campeonato Sudamericano Sub-17 | 1997 |